# Léo Roussel
Léo Roussel, född den 31 augusti 1995 i Marcoussis är en fransk racerförare.